# کرتی-هرادتس
کرتی-هرادتس (به چکی: Krty-Hradec) یک منطقهٔ مسکونی در جمهوری چک است که در ناحیه ستراکونیتسه واقع شده‌است. کرتی-هرادتس ۴٫۹۴ کیلومتر مربع مساحت و ۱۲۳ نفر جمعیت دارد و ۴۳۱ متر بالاتر از سطح دریا واقع شده‌است.